# 우젠나가사키역
우젠나가사키역(일본어: 羽前長崎駅)은 일본 야마가타현 히가시무라야마군 나카야마정에 위치한 동일본 여객철도 아테라자와 선의 철도역이다. 단선 승강장 1면 1선의 구조를 갖춘 지상역이다.

## 이용 현황
| 승차 인원 추이 | 승차 인원 추이 |
| 연도           | 1일 평균       |
| -------------- | -------------- |
| 2000           | 549            |
| 2001           | 605            |
| 2002           | 530            |
| 2003           | 498            |
| 2004           | 476            |
| 2005           | 470            |
| 2006           | 446            |
| 2007           | 441            |
| 2008           | 436            |
| 2009           | 413            |
| 2010           | 402            |
| 2011           | 422            |
| 2012           | 436            |
| 2013           | 467            |
| 2014           | 418            |
| 2015           | 412            |

## 역 주변
- 국도 제112호선
- 야마가타 현 야구장
- 나카야마 정청

## 역사
- 1912년 12월 11일 : 개업.
- 1982년 3월 8일 : 간이 위탁화.
- 1987년 4월 1일 : 일본국유철도 분할 민영화에 의해, 동일본 여객철도가 승계.
- 2001년 7월 2일 : 사가에 역 이전 공사로 인해, 당 역 - 아테라자와 간에 운휴 및 버스 대행 운전 개시. 일시적으로 종착역이 됨.
- 2002년 2월 16일 : 당 역 - 아테라자와 간의 운전 재개. 동시에 교행 설비 철거. 측선화.

## 인접 역
| 동일본 여객철도 아테라자와 선             | 동일본 여객철도 아테라자와 선 | 동일본 여객철도 아테라자와 선 |
| ----------------------------------------- | ----------------------------- | ----------------------------- |
| 우젠카네자와 야마가타 · 기타야마가타 방면 | ■ 아테라자와 선               | 미나미사가에 아테라자와 방면  |